# Basiceros redux
Basiceros redux är en myrart som först beskrevs av Horace Donisthorpe 1939.  Basiceros redux ingår i släktet Basiceros och familjen myror. Inga underarter finns listade.